# Simon Pimenta
Simon Ignatius Pimenta (1920–2013) là một Hồng y người Ấn Độ của Giáo hội Công giáo Rôma. Ông từng đảm nhiệm các chức danh như Tổng giám mục Tổng giáo phận Bombay từ năm 1978 đến năm 1996, Chủ tịch Hội đồng Giám mục Ấn Độ (C.C.B.I) và Chủ tịch Hội đồng Các giám mục Công giáo của Ấn Độ (C.B.C.I).

## Tiểu sử
Hồng y Pimenta sinh ngày 1 tháng 3 năm 1920 tại Marol, Ấn Độ. Sau quá trình tu học khá dài theo quy định Giáo luật, Phó tế Pimenta được truyền chức linh mục ngày 21 tháng 12 năm 1949. Tân linh mục là thành viên linh mục đoàn Tổng giáo phận Bombay.
Ngày 5 tháng 6 năm 1971, Tòa Thánh loan báo việc tuyển chọn linh mục Pimenta làm Giám mục Hiệu tòa Bocconia, Phụ tá Tổng giáo phận Bombay. Lễ tấn phong cho tân giám mục đã được cử hành sau đó vào ngày 29 tháng 6. Tma dự vào nghiu thức truyền chức giám mục, có ba giáo sĩ, gồm chủ phong là Hồng y Valerian Gracias, Tổng giám mục Bombay; hai vị phụ phong là Longinus Gabriel Pereira, giám mục Phụ tá Bombay và Giám mục William Zephyrine Gomes, Chánh tòa Giáo phận Poona. Tân giám mục chọn cho mình khẩu hiệu: Rooted and grounded in love.
Bảy năm sau đó, ngày 26 tháng 2 năm 1977, Tòa Thánh loan báo thăng Giám mục Pimenta làm Tổng giám mục Phó Bombay, hiệu tòa Bocconia. Ông kế nhiệm sau đó vào ngày 11 tháng 9 năm 1978. Từ năm 1982 đến năm 1988, ông là Chủ tịch Hội đồng Các giám mục Công giáo của Ấn Độ (C.B.C.I).
Trong Công nghị Hồng y 1988 ngày 28 tháng 6, Giáo hoàng Gioan Phaolô II vinh thăng Tổng giám mục Pimenta tước vị hồng y nhà thờ Santa Maria "Regina Mundi" a Torre Spaccata. Ngày 8 tháng 11 năm 1996, ông về hưu theo Giáo luật công giáo, vì lí do tuổi tác. Mười bảy năm sau, ngày 19 tháng 7 năm 2013, ông từ trần, thọ 93 tuổi. Từ năm 1993 đến năm 1997, hồng y Pimenta còn kiêm nhiệm nhiệm vụ Chủ tịch Hội đồng Giám mục Ấn Độ (C.B.C.I).
Các chuyến viếng thăm Tòa Thánh của Hồng y Pimenta chủ yếu là công vụ, với duy nhất Công nghị hồng y 1988, công nghị ông được vinh thăng. Ông không còn quyền tham dự Mật nghị Hồng y 2005 chọn Giáo hoàng Biển Đức XVI và Mật nghị Hồng y 2013 chọn Giáo hoàng Phanxicô vì lý do ông đã vượt quá hạn mức tối đa để được tham dự là chưa đủ 80 tuổi.